# Golf de Khàtanga
El golf de Khàtanga o badia de Khàtanga (rus: Ха́тангский зали́в, Khàtangski zalib) és un golf rus que es troba al mar de Làptev, a la costa nord de Sibèria, al sud-est de la península de Taimir. És un estuari relativament estret, amb una llargada de 220 km, una amplària màxima de 54 km i una profunditat màxima de 29 metres.
L'illa Bolxoi Beguitxev divideix el golf en dos estrets: l'estret del Nord (13 km d'ample) i l'estret Oriental (8 km d'ample). El riu Khàtanga desemboca en aquest golf. Les costes del golf són altes i costerudes. Les marees són semidiürnes, amb una altura de fins a 1,4 m. El golf de Khàtanga està cobert de gel la major part de l'any.
Les ribes del golf estan, en general, cobertes de vegetació, consistent en una tundra baixa de penya-segat, així com penya-segats de gres i maresmes i zones de sedimentació.
Administrativament, la part occidental pertany a Taimíria, al krai de Krasnoiarsk, i l'extrem sud-oriental a la República de Sakhà.
L'antic assentament i gulag de Nordvik estava localitzat davant la costa sud de la badia, a la zona de l'estret Oriental, una àrea coneguda com a badia Nordvik.